# Juan Béjar y Delgado
Juan Béjar y Delgado (Sevilla, 24 de enero de 1858-¿?) fue un tipógrafo, periodista y dramaturgo español.

## Biografía
Natural de Sevilla, ejerció el arte tipográfico y colaboró con El Porvenir, El Padre Adán, El Comercio de Andalucía y otros periódicos sevillanos, en los que firmó artículos originales y traducciones del francés. Delegado por la Asociación del Arte de Imprimir para visitar la Exposición Universal de París de 1889, redactó una memoria que entregó a la corporación municipal. Escribió, asimismo, conferencias para las clases que impartía la escuela de aprendices instituida por aquella asociación. El 30 de noviembre de 1894, se estrenó en el teatro del Duque de la capital hispalense La Venta de la Paloma, zarzuela paródica que había escrito en colaboración con Manuel Álamo y Alonso.